# Proces pierwszoplanowy
Zadanie pierwszoplanowe (ang. foreground job) – przykład zadania informatycznego, które jest wykonywane w określonym trybie interaktywnym. Jest ono na bieżąco nadzorowane przez danego użytkownika komputera, który wpisuje każde kolejne polecenia bądź wykonuje odpowiednie działania za pośrednictwem interfejsu graficznego. W zależności od uzyskanego wyniku użytkownik podejmuje następne decyzje.